# Wadomari
Wadomari (japanisch 和泊町 Wadomari-chō) ist eine Stadt im Nordosten der Amami-Insel Okinoerabu-jima innerhalb des Landkreises Ōshima der Präfektur Kagoshima.

## Geschichte
Die Insel Okinoerabu-jima gehörte einst zum Königreich Ryūkyū (1266–1609). Dieses wurde 1609 von den Satsuma erobert. Im April 1908 wurde die Insel in die Dörfer Wadomari und China aufgeteilt und am 1. Mai 1941 wurde die Stadt Wadomari gegründet.

## Geographie
Wadomari liegt im Nordosten der Insel Okinaerabu-jima. Südlich angrenzend liegt die Stadt China.
Es gibt folgende Verwaltungsbezirke (大字 Ōaza):

- Wadomari (和泊)
- Wa (和)
- Tedechina (手々知名)
- Uetedechina (上手々知名)
- Kibiru (喜美留)
- Degi (出花)
- Inobe (伊延)
- Azefu (畦布)
- Kunigami (国頭)
- Nishibaru (西原)
- Neori (根折)
- Tamajiro (玉城)
- Ōjiro (大城)
- Minakawa (皆川)
- Furusato (古里)
- Uchijiro (内城)
- Sena (瀬名)
- Nagamine (永嶺)
- Nishi (仁志)
- Taniyama (谷山)
- Goran (後蘭)

## Verkehr
In Wadomari befindet sich an der Nordspitze der Insel der Flughafen Okinoerabu. Die Stadt verfügt zudem über einen Seehafen von dem aus Fähren zu Nachbarinseln verkehren.